# Anthocercis littorea
Anthocercis littorea ist eine Pflanzenart aus der Gattung Anthocercis in der Familie der Nachtschattengewächse (Solanaceae). Sie ist ein Endemit Western Australias, ein englischer Trivialname ist Yellow Tailflower.

## Beschreibung
Anthocercis littorea ist ein aufrechter, selten ausgebreitet wachsender Strauch mit einer Wuchshöhe von bis zu 3 m. Er verzweigt stark von der Basis aus, die Zweige und Laubblätter sind unbehaart. Sämlinge weisen vereinzelte Stacheln entlang des Stammes auf. Die Laubblätter sind umgekehrt eiförmig bis schmal umgekehrt eiförmig, manchmal auch spatelförmig. Sie sind vollständig oder nahezu aufsitzend, 18 bis 65 mm lang und 4 bis 31 mm breit. Sie sind ganzrandig oder an jungen Blättern gezähnt und meist dick und fleischig.
Die Blütenstände sind traubenförmig und mit Blättern durchsetzt. Die Blütenstiele sind 2,5 bis 7,5 mm lang, der Kelch 4 bis 7,5 mm. Die Krone ist gelb oder blass gelb gefärbt und mit braunen, purpur-braunen oder kastanienbraunen Streifen versehen und 14 bis 32 mm lang. Die Kronlappen sind linealisch, 10 bis 25 mm lang und 2 bis 4 mm breit. Die Staubblätter sind 3 bis 8 mm lang.
Die Frucht ist eine schmal eiförmige bis schmal eiförmig-elliptische Kapsel, die spitz, zugespitzt oder spitz zulaufend ist und 9 bis 19 mm lang wird. Sie enthält Samen mit einer Länge von 1,5 bis 1,9 mm.

## Vorkommen und Standorte
Die Art ist ausschließlich entlang der südlichen und westlichen Küsten Western Australias zu finden und reicht im Norden bis zur Shark Bay. Sie wächst dort in kalkhaltigem Sand und tritt vor allem nach Feuern und anderen Störungen in Kolonien auf.

## Nachweise
- R. W. Purdie, D. E. Symon und L. Haegi: Anthocercis fasciculata. In: Solanaceae, Flora of Australia, Band 29, Australian Government Publishing Service, Canberra, 1982. S. 8. ISBN 0-642-07015-6.